# Daniel Frese
Daniel Frese (auch Freese oder Fresen; * 1540 in Meldorf; begraben am 14. April 1611 in Lüneburg) war ein deutscher Kartograph und Maler in der Spätrenaissance.

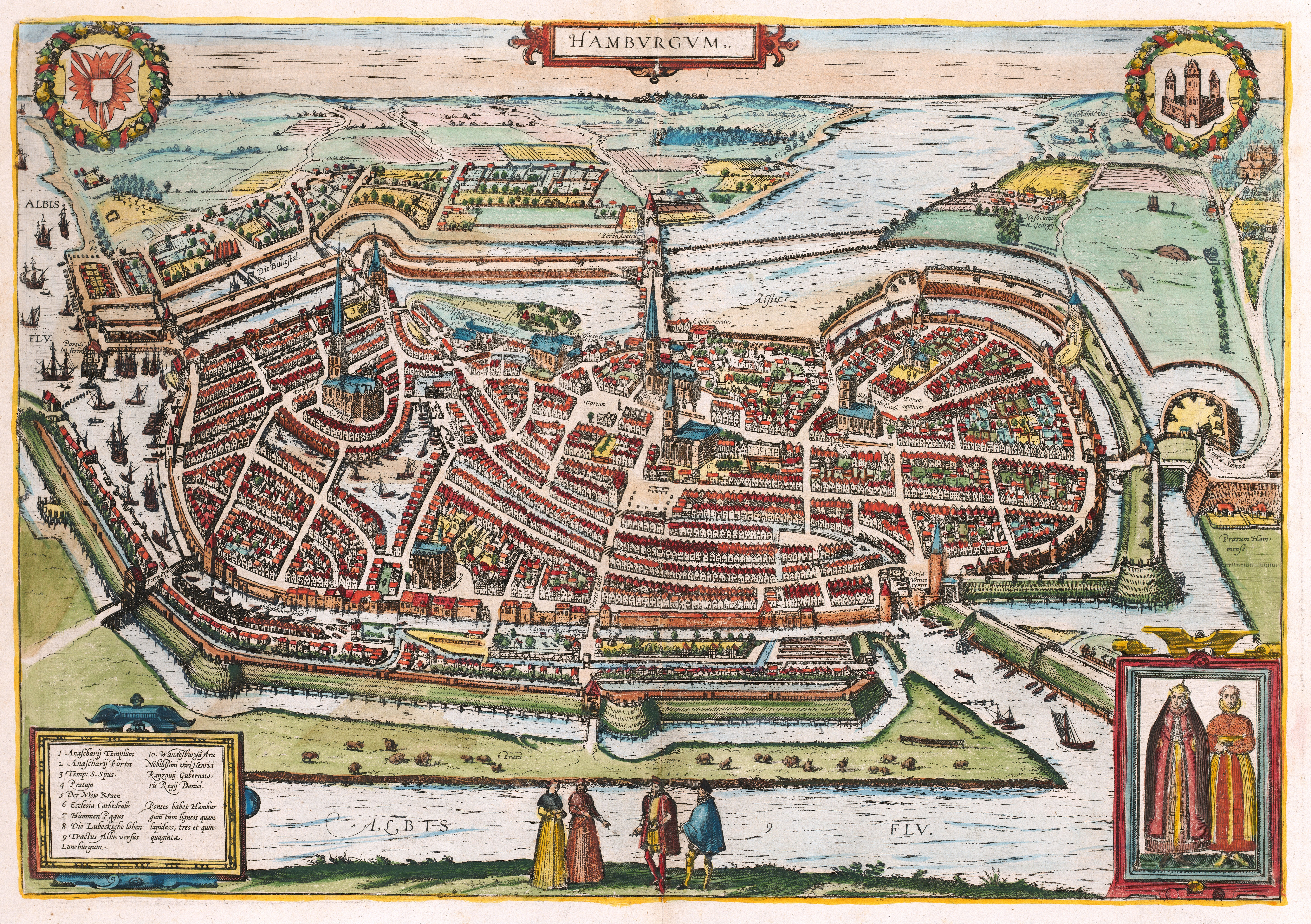
Darstellung von Hamburg nach einer Vorlage von Daniel Frese. Um 1588 (Bd. 4, Taf.36)

## Leben
Daniel Frese, der mit Magdalene Egmondts verheiratet war, begann seine Tätigkeiten in Dithmarschen in der Umgebung seines Geburtsortes Meldorf. Von 1568 bis 1572 arbeitete er in Hamburg. Sein Hauptwerk entstand seit 1573 in Lüneburg. In der Zeit seines Wirkens in Lüneburg wurde Frese in den städtischen Kämmereirechnungen zwischen den Jahren 1572 bis 1610 fast jährlich genannt. Forschungen der Hamburger Kunsthistorikerin Barbara Uppenkamp haben ergeben, dass der Künstler seine Werke in der Schreibweise Frese signierte.
Um einige kartographische Aufträge von Heinrich Rantzau, möglichst wahrheitsgemäß ausführen zu können, scheint Frese des Öfteren die von ihm dargestellten Orte und Landschaften bereist zu haben. Verschiedene Aufträge dienten auch als Prozessunterlagen bei Gericht und dürften damit den fraglichen Sachverhalt relativ richtig darstellen (Zumindest nach der Ansicht seines Auftraggebers).
Von großen dokumentarischem Wert außerhalb ihrer künstlerischen Qualität sind die Abbildungen der Orte im Civitates Orbis Terrarum. Die weltweit erste umfassende Sammlung von Städteansichten haben der Theologe Georg Braun und der Kupferstecher Frans Hogenberg herausgegeben. In engem Kontakt stand Braun mit Heinrich Rantzau, der eine Auftragsvermittlung an Daniel Frese übernehmen konnte. Im Band 5 von 1598 erschien eine Meldorfer Ansicht, die Frese auf das Jahr 1560 bezogen hat. 
Ebenso von Bedeutung – etwa für die Baugeschichte und Siedlungsgeschichte – sind Werke wie die Landtafel der Grafschaft Pinneberg von 1588 oder die Stammtafel der Rantzaus mit den Abbildung der Herrenhäuser auf ihrer Randleiste (um 1585–87). Für viele Orte und Bauten oder gar ganze Landschaften lieferte Frese die ersten einigermaßen verlässlichen Darstellungen.

## Auslobung
Am 7. Mai 2011 hat KIM Projekte mit der Kreativitätswirtschaft im Kunstraum der Leuphana Universität Lüneburg erstmals einen Daniel Frese Preis für zeitgenössische Kunst in der Region Lüneburg ausgelobt. KIM gehört als ein Teilprojekt innerhalb der Leuphana Universität Lüneburg zum Innovations-Inkubator Lüneburg, das als ein EU-Großprojekt vom Europäischen Fonds für regionale Entwicklung (EFRE) gefördert wird.

## Werke
1565
- Erneuerung der heute nicht mehr vorhandenen Seester Altartafel

1566–68
- Farbigen Fassung für die neue Turmfassade der St. Katharinenkirche in Hamburg
- Gemälde Urteil Salomonis als Pfeilerbekleidung in der St. Katharinenkirche in Hamburg

1572
- Vollendung der Ölgemälde Abendmahl und Auferstehung für die Johanniskirche in Lüneburg

1573
- Beginn der Arbeiten am Rathaus in Lüneburg zusammen mit Gerd Suttmeier und Albert von Soest

1573–78
- Allegorische Ölgemälde für die Große Ratstube in Lüneburg (oberhalb der Vertäfelung und an den Fensterpfeilern)

1574
- Zwei Aufrisse der Stadt Lüneburg, von denen eines dem Heinrich Rantzau geschenkt wurde

1575
- Karte von Lüneburg und der Umgebung von Bienenbüttel im Süden, Winsen an der Luhe im Norden, Bleckede im Osten bis Heiligenthal (heutiges Südergellersen) im Westen. (Stadt Lüneburg, K8 A2(k))

1576
- Acht Geschichtsbilder auf Kupfertafeln für die Beamtenwohnung des Lüneburger Syndikus
- Aufriss der Lüneburger Landwehr mit den beanspruchten Grenzen der Lüneburger Gerichtshoheit (Hauptstaatsarchiv Hannover, Kartenabteilung 31 k/37pk; Papier, Bleistift und Federzeichnung, aquarelliert, 41 × 30,5 cm, Maßstab etwa 1:65000)

1577
- Abbildung von Harburger Schloss und Stadt Harburg (Detail einer größeren Karte?)
- Karte des Lauenburger Bereichs (Detail mit Duvensee in Stormarner Hefte Bd. 19 S. 53 ;LAS Abt.402 B IV Nr. 97; Foto LAS)

1580
- Aufriss der Lüneburger Landwehr mit den neuen Grenzen der Lüneburger Gerichtshoheit. (Hauptstaatsarchiv Hannover, Kartenabteilung 31 k/1pm)

1582
- Kleinarbeiten und Vergoldungen für die Johanneskirche in Lüneburg

1583
- Drei weitere Fürstenbilder im Fürstensaal des Lüneburger Rathauses (ca. 1578–1610 Erneuerung der alten Fürstenbilder)

1584
- Wiederherstellung des Stammbaums der Landesfürsten und einiger anderer gotischer Bilder
- Staffage von neun Schilder zwischen den Rathaustürmen am Markt

1586
- Ölgemälde für das Schreiberei-Sitzungszimmer im Lüneburger Rathaus
- Prospekt von Heide (Holstein)[3]

1587
- Prospekt von Hamburg, gestochen von Greve (Civitates Orbis Terrarum Bd. 4, Taf.36)
- Aufnahme des Schaalsees und Zeichnung der Schaalfahrt
- Aufriss der Fahrt bis zum Ratzeburger See

1588
- Landtafel der Grafschaft Holstein-Pinneberg, u. a. auch Abbildung von Harburg (Schloss Bückeburg)
- Mitwirkung beim Städteatlas Civitates Orbis Terrarum von Braun und Hogenberg; 1598 erschienen: 
  - Tafel von Meldorf auf (Bd. 4 Tafel 38)
  - Vermutliches Anfertigen des Plans von Bardowiek um 1585 (Bd. 5, Taf. 44)
  - Gemeinsam mit Heinrich Rantzau eine zweite Abbildung von Hamburg mit Wandsbek (Bd. 4, Taf. 36).
  - Tafel von Heide
- Erstellung der Rantzau-Tafel

1591
- Aufriss der Fahrt aus der Ilmenau in die Leseke

1594
- Ölgemälde Jerusalem für Lüneburger Lambertikirche (Abbruch 1861)

1595
- Sechs Tafeln mit Artikeln des christlichen Glaubens für Lüneburger Michaeliskirche

1598/99
- Im 1. Obergeschoss der Lüneburger "Alten Raths-Apotheke" Ausmalung der Holzdecke mit Namen und Daten von Ärzten, Wissenschaftlern und Philosophen des 16. Jahrhunderts in lateinischer Sprache, eingefasst in Rollwerkkartuschen
- Eventuell auch Entwurf, Gestaltung und verschiedene Ausmalungen im gesamten Gebäude (Akte registrum provisorum apoteke AB 214, Stadtarchiv Lüneburg)

1600
- Aufriss der Luhe für Schiffer
- Datierung des Ölgemäldes Sieg der Gerechtigkeit und Tugend in Gefährdungen durch böse Mächte im Lüneburger Rathaus

1602
- Aufriss der Grafschaft Schauenburg

1605
- Karte von Schwerin

1606–1607
- Auffrischung alter und Herstellung neuer Fürstenbilder für den Fürstensaal im Lüneburger Rathaus und bis 1608 Ausmalung der Decke des Fürstensaals
- Vermutliche Fertigstellung des Gemäldes Tugend und Laster (auch bekannt unter dem Namen: Die Verleumdung des Apelles)[4] auf der zum Fürstensaal führenden Treppe.

Bis 1610
- Auf Leinwand gemalte Allegorien zu Pflichten des Richters, Friede, Stadtregiment, Neues Jerusalem, deutsche Reichsversammlung in der Neuen Ratstube im Lüneburger Rathaus

Undatiert
- Großes Gemälde Monarchienmann (Nebukadnezars Traum) in der Großen Ratsstube
- Karte Teil der Elbe von Borsfleth bis Oldegam (identisch mit der Karte von 1577?)